# سفارة التشيك في الولايات المتحدة
سفارة التشيك في الولايات المتحدة هي أرفع تمثيل دبلوماسي لدولة التشيك لدى الولايات المتحدة. تقع السفارة في شمال غربي واشنطن العاصمة وهي تهدف لتعزيز المصالح التشيكية في الولايات المتحدة.

## وصلات خارجية
- الموقع الرسمي
- قائمة سفارات التشيك
- قائمة السفارات في الولايات المتحدة